# Cryptovalsa elevata
Cryptovalsa elevata är en svampart som först beskrevs av Miles Joseph Berkeley, och fick sitt nu gällande namn av Pier Andrea Saccardo 1882. Cryptovalsa elevata ingår i släktet Cryptovalsa, klassen Sordariomycetes, divisionen sporsäcksvampar och riket svampar.   Inga underarter finns listade i Catalogue of Life.